# Lourdes Arizpe
Lourdes Arizpe est à la fois professeur en sciences humaines et dirigeante d'organisations mondiales. Elle a été nommée en 2001 par le secrétaire général de l'ONU  membre du Comité des Personnes éminentes pour le Dialogue des Civilisations.
De nationalité mexicaine, elle est titulaire d'un Master of Arts en anthropologie (Escuela Nacional de Antropología e Historia, Mexique), d'un Doctorat en Anthropologie Sociale (London School of Economics and Political Science).
Elle est professeur des universités en anthropologie, titulaire de chaire à l’université nationale de Mexico, et a été directrice du Musée National des Cultures Populaires, et secrétaire de l’Académie Mexicaine des Sciences. Directrice générale adjoint de l’Unesco, chargée de la culture, 1994-98 ; présidente de la Conférence Mondiale du Statut de l’Artiste, présidente de la Conférence Intergouvernementale des Politiques Culturelles pour le Développement. Secrétaire Générale de la Commission Mondiale des Nations unies pour la Culture et le Développement.
Elle a été présidente du Conseil mondial des sciences sociales, membre du conseil scientifique de l’Organisation Mondiale de la Science. Elle est présidente du Comité exécutif de l’Institut des Nations unies pour les recherches sociales depuis 2005, membre du comité consultatif du Rapport Mondial sur le Développement Humain des Nations unies ainsi que du Projet de la Banque Mondiale sur la Culture et l’Action Publique.
En 2010, Lourdes Arizpe a reçu un « Honorary Doctorate in Humane Letters » de l'université de Floride à Gainesville, Floride.

Elle a été professeur invité au Collège de France, à l'École des Hautes Études en Sciences Sociales de Paris.

## Distinctions
- Prix Benigno Aquino pour les services distingués en faveur des pays en développement,
- Prix Gorjanovic-Krambergeri,
- Prix pour les services distingués du Pakistan,
- Chevalier des Palmes Académiques,
- Membre du Royal Anthropological Institute du Royaume-Uni,
- Création du Prix Lourdes Arizpe des USA pour les Études Anthropologiques

## Publications
- Kinship and economy in a Nahua Society (1972)
- Indians in the city: the case of the Marias (1975)
- Migration, ethnicity and economic change (1978)
- Peasants and migration (1986)
- Culture and development: an ethnographic study of a Mexican community (1990)
- Women and development in Mexico and Latin America (1990)
- Culture and Global Change: Social Perceptions of Deforestation in the Lacandona Rain Forest (1993). Edited, in Spanish: Contemporary anthropology in Mexico (1993)
- Anthropology in Latin America (1993)
- Cultural Challenges of Mexico (2004)
- Research, in Spanish and English: Culture and Global Change: Social Perceptions of Deforestation in the Lacandona Rain Forest, (1995). Edited, in Spanish and English: The Cultural Dimensions of Global Change: an Anthropological Approach, (1995)
- World Culture Report (1998 and 2001)

## Sources
- http://www.unrisd.org
- « un.org/dialogue/arizpe.html »(Archive.org • Wikiwix • Archive.is • Google • Que faire ?)
- « http://www.unjobs.org/arizpe »(Archive.org • Wikiwix • Archive.is • Google • Que faire ?)
- (en) « AIDS, Security & Conflict Initiative », sur archive.org (consulté le 16 avril 2023)
- « Wayback Machine », sur archive.org (consulté le 16 avril 2023)